# 里基莎·埃里克斯多塔
里基莎·埃里克斯多塔（丹麥語：Richiza Eriksdatter，約1275年—1308年），丹麥國王埃里克五世的女兒。

## 家庭
1292年，里基莎與韋爾勒的尼庫勞斯二世結婚，兩人共有1子1女：
1. 韋爾勒的約翰三世（英语：John III of Werle）（？—1352年）
2. 韋爾勒的索菲（？—1339年），海因里希二世的母親